# Тимон Афинский
«Жизнь Тимо́на Афи́нского» (англ. The Life of Timon of Athens) — пьеса Шекспира о легендарном афинском мизантропе Тимоне. Обычно считается одним из самых сложных и тёмных произведений Шекспира.
К источникам «Тимона» относят «Жизнь Алкивиада» Плутарха и диалог «Тимон-мизантроп» Лукиана Самосатского.
Так как дошедший до нас текст имеет весьма необычную композицию и несколько лакун, то пьеса нередко считается неоконченной, необработанной, содержащей добавления разных авторов. Соавтором Шекспира ряд исследователей считает драматурга Томаса Мидлтона; заявлялось, что некоторые лингвистические исследования подтверждают факт участия Миддлтона в создании известного нам текста, но эта точка зрения не общепринята.
Дата написания неизвестна; по стилистическим признакам обычно относят ко второй половине 1600-х годов, хотя разброс предлагавшихся исследователями дат, пожалуй, максимальный среди пьес Шекспира. Пьеса не печаталась до Первого фолио в 1623 году, где отнесена к трагедиям, хотя по жанру скорее примыкает к так называемым «проблемным пьесам» — «Троил и Крессида», «Мера за меру» и «Конец — делу венец».
Нет достоверных сведений о прижизненных постановках пьесы. Почти 200 лет — со времён Реставрации до 1851 г. — в Англии ставился не шекспировский текст «Тимона», а адаптации различных авторов (похожей была сценическая судьба многих других вещей Шекспира), в том числе «История Тимона Афинского, человеконенавистника» (1678) Томаса Шедуэлла. Генри Перселл сочинил для неё музыку в 1694 г.
Название романа Набокова «Бледный огонь» (Pale Fire) заимствовано из этой пьесы (акт IV, сцена III, разговор Тимона с разбойниками).

## Действующие лица
- Тимон, знатный афинянин.
- Люций, его льстец.
- Лукулл, его льстец.
- Семпроний, его льстец.
- Вентидий, один из ложных друзей Тимона.
- Алкивиад, афинский военачальник.
- Апемант, язвительный философ.
- Флавий, управитель Тимона.
- Поэт.
- Живописец.
- Ювелир.
- Купец.
- Старик-афинянин.
- Фламиний, слуга Тимона.
- Люцилий, слуга Тимона.
- Сервилий, слуга Тимона.
- Кафис, слуга кредиторов Тимона.
- Филот, слуга кредиторов Тимона.
- Тит, слуга кредиторов Тимона.
- Гортензий, слуга кредиторов Тимона.
- и другие
- Паж.
- Шут.
- Три чужестранца.
- Фрина, любовница Алкивиада.
- Тимандра, любовница Алкивиада.
- Купидон и Амазонки, маски.
- Сенаторы, Вельможи, воины, разбойники, слуги.

Место действия: Афины и лес поблизости.

## Постановки
- 1892 — Стратфорд-на-Эйвоне. В роли Тимона — Ф. Р. Бенсон.
- 1922 — «Олд Вик». В роли Тимона — Роберт Аткинс.
- 1928 — Стратфорд-на-Эйвоне. В роли Тимона — Уилфред Уолтер.
- 1947 — Бирмингем. Реж. Барри Джексон.
- 1952 — «Олд-Вик» . Реж. Тайрон Гатри.
- 1956 — «Олд-Вик». Реж. Майкл Бентхолл. В роли Тимона — Ральф Ричардсон.
- 1963 — Шекспировский фестиваль в Стратфорде (Онтарио). Реж. Майкл Лэнем
- 1965 — Стратфорд-на-Эйвоне. Реж. Джон Шлезингер. В роли Тимона — Пол Скофилд.
- 1980 — Театр-студия «Другое место» (The Other Place) при Королевском Шекспировском театре. Реж. Рон Дэниэлс; в роли Тимона — Ричард Паско.
- 1983 — Северо-Осетинский государственный академический театр. Владикавказ. Реж. Г. Д. Хугаев; художник — М. И. Келехсаев; в роли Тимона — Маирбек Икаев (Первая постановка в СССР и России)
- 1989 — Янг-Вик. Реж. Тревор Нанн.
- 1992 — Реж. Майкл Лэнем

## Экранизации
- 1975 — Тимон Афинский / Timon d’Athènes (Франция) (ТВ), режиссёр Александр Тарта, в роли Тимона — Франсуа Марторе[фр.]
- 1976 — Тимон Афинский / Timon von Athen (ФРГ) (ТВ), режиссёр Освальд Дёпке[нем.], в роли Тимона Вольфганг Райхман[нем.]
- 1981 — Тимон Афинский / Timon of Athens Великобритания, режиссёр Джонатан Миллер(BBC Shakespeare Collection[англ.]). В роли Тимона — Джонатан Прайс
- 1992 — Тимон Афинский / Timon d’Atenes, (ТВ), Испания, режиссёры Ариэль Гарсия Вальдес, Roger Justafré (на каталонском языке)
- 2009 — Тимон Афинский / Timon of Athens, США, режиссёр Майкл Шоу Фишер В роли Тимона Кунал Пресад
- 2017 — Я, Тимон / I, Timon, Австралия, режиссёры Брэмуэлл Ной, Дэн Ной
- 2018 — Тимон Афинский / Timon of Athens, Канада, Стэнфордский фестиваль, режиссёр Барри Аврич[англ.]. В роли Тимона Афинского Джозеф Циглер
- 2019 — Тимон Афинский / Timon of Athens, Великобритания, режиссёр Родри Хув. В роли Тимона Афинского Кэтрин Хантер